# 吉野町
吉野町（よしのちょう）は、奈良県の中部に位置する町。

## 概要

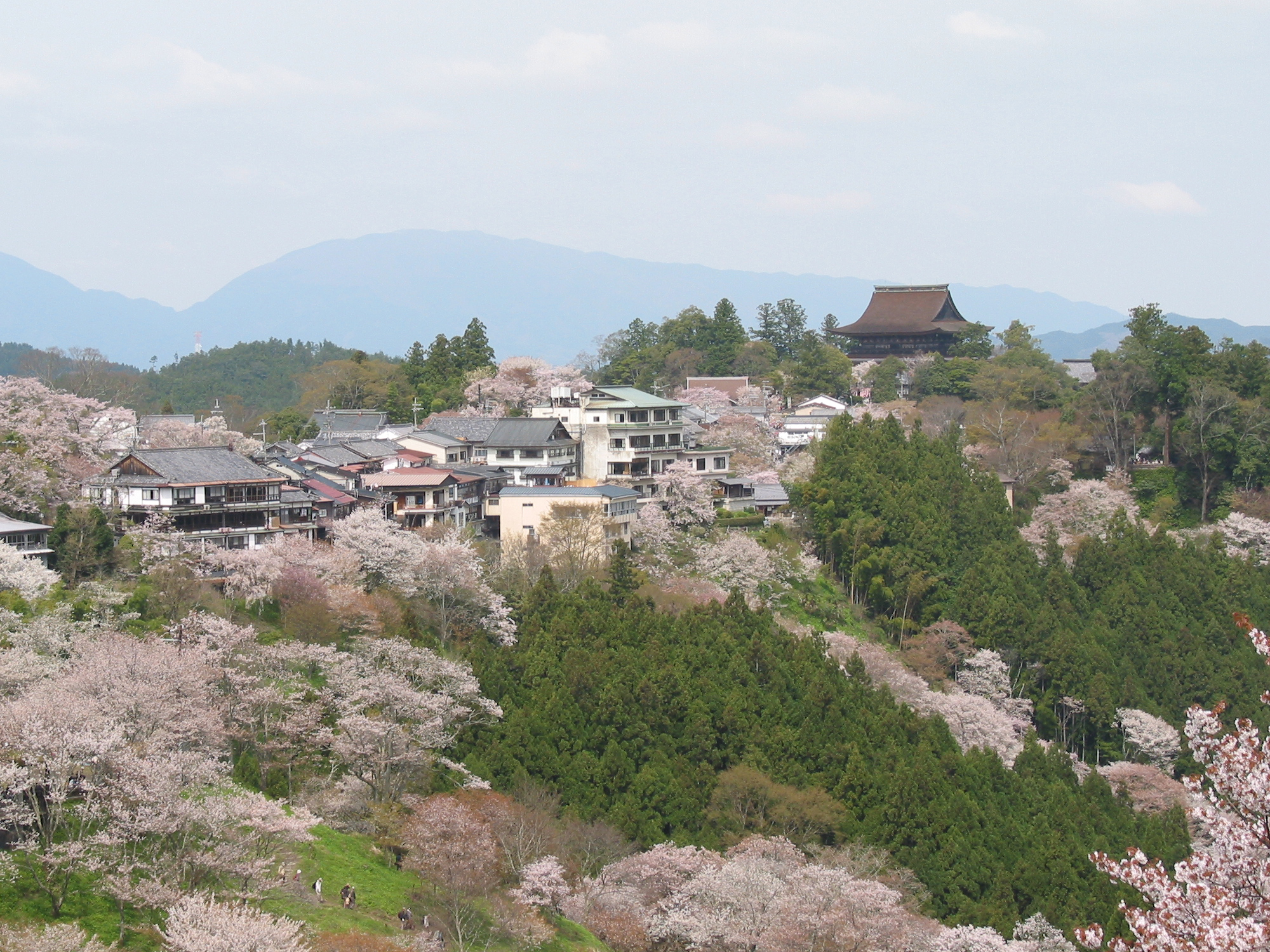
春の吉野山

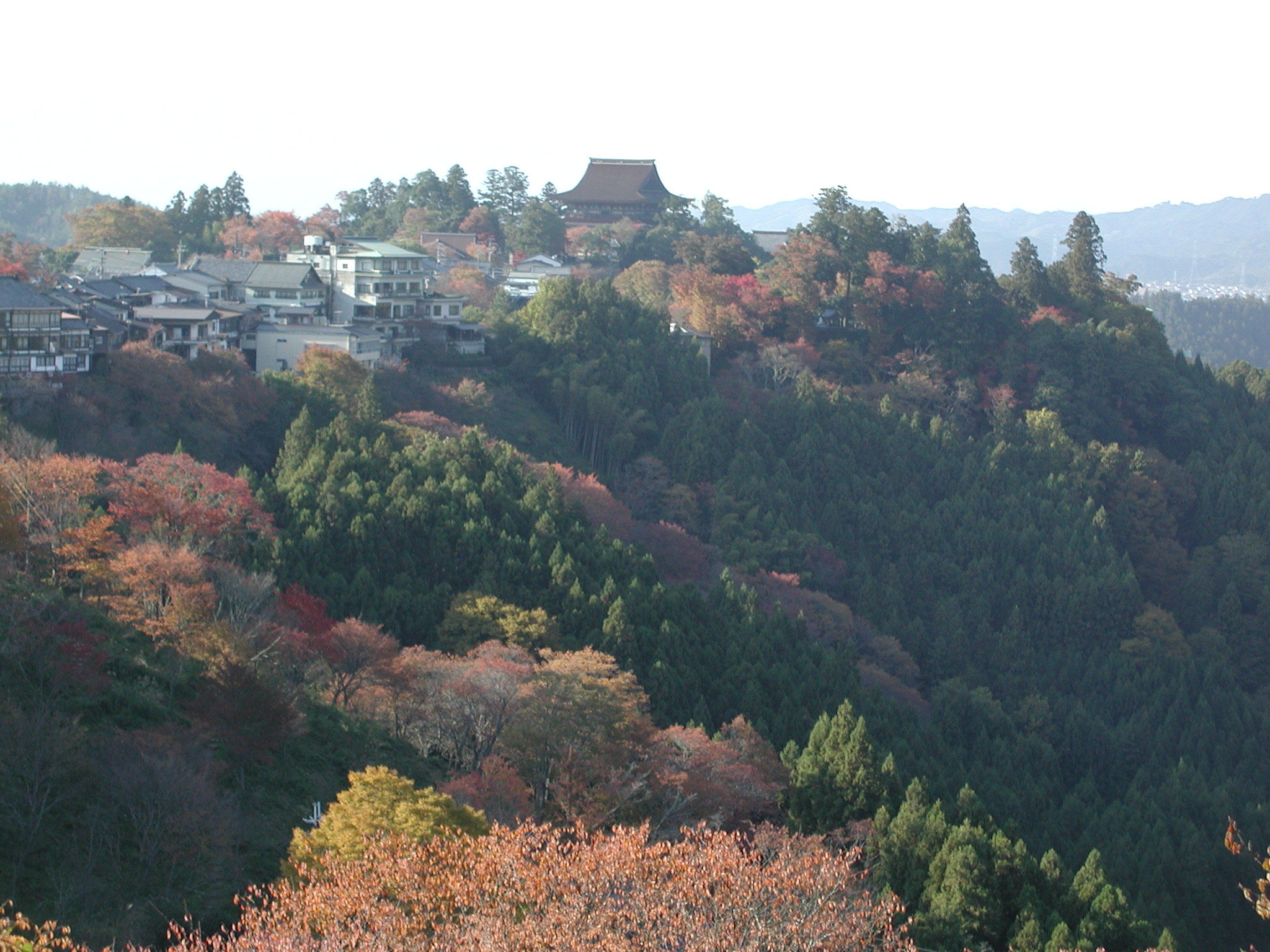
秋の吉野山

桜で有名な吉野山があり、近隣の吉野山地（紀伊山地）から切り出される吉野杉・檜の集散地でもある。2012年に「日本で最も美しい村」連合に加盟。

## 地理

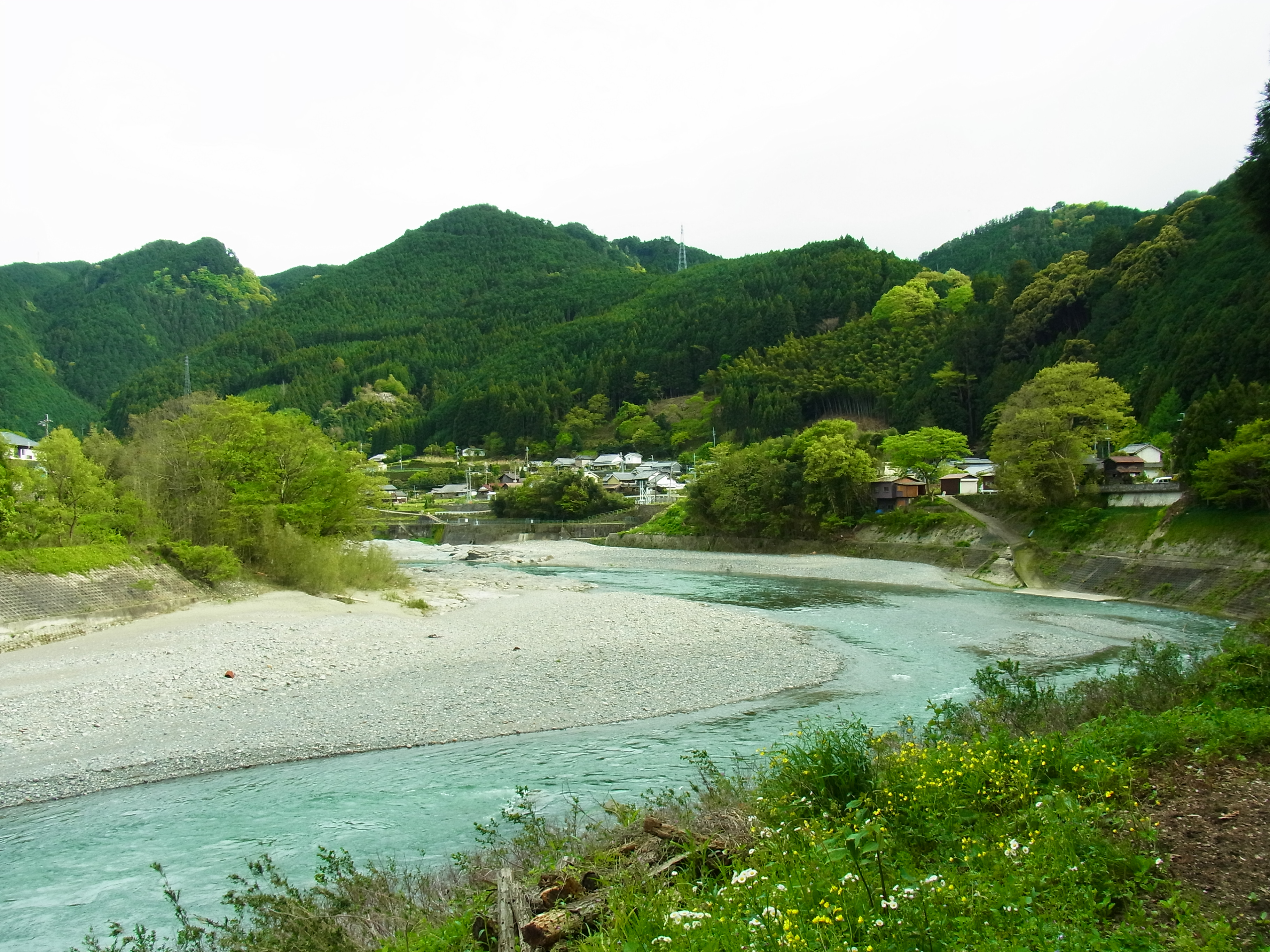
吉野川

### 位置
奈良県の中部、吉野郡の北に位置する。
北は竜門山地が東西に走り、南は大峰山系（町域内では青根ヶ峰が最高点になる）へと続く山々が広がっている。
また東には台高山脈から続く山々が迫っている。これらに挟まれ、町の中央を吉野川（紀の川）が東南から西へ、高見川が東西へと流れている。
吉野川は、上流（川上村）から津風呂川が流入する付近までは大きく左右に蛇行し山を縫うように流れている。この途中、新子・窪垣内付近で高見川が合流する。妹山・背山を越えた吉野高校付近で、大きく左に曲がると下流（大淀町）に掛けて、比較的直線な河川が続いている。吉野川沿いの蛇行している内側には比較的、平らな場所が細長く続き、集落を形成している。また吉野川の支流の中流付近にも比較的、開けた土地があり集落を形成している。
なお、町役場などがある上市地区は川と山に挟まれた僅かな間に家々が密集しているが、古くはこの付近も吉野川が南へ蛇行しており、その内側で地名の由来となった市が開かれていた。しかし江戸時代中期の水害により、北側が切れて南側は中州となった。この時、人家は北岸（現在の上市地区）と南岸の丹治に移ったという。その後、1959年（昭和34年）の伊勢湾台風水害により、この中州が浸かると二つに分かれていた吉野川を一つにするため中州の北岸を削って川幅を広げ、南岸を埋め立て対岸と接続し今日の地形に至っている。（現在、その名残として吉野小学校と貯木場のある元中州であった場所は吉野川を挟んで上市の飛び地となっている）。

### 地形
森林セラピー基地に認定されている。

#### 山岳
主な山
- 竜門岳（904m）
- 青根ヶ峰（857m）
- 高城山（698m）
- 妹山、背山

#### 河川
主な川
- 吉野川
- 高見川

#### 湖沼
主な湖
- 津風呂湖（ダム湖）

### 人口
| |                                        |  |
| 吉野町と全国の年齢別人口分布（2005年） | 吉野町の年齢・男女別人口分布（2005年） |  |
| ■紫色 ― 吉野町 ■緑色 ― 日本全国 | ■青色 ― 男性 ■赤色 ― 女性              |  |
| 吉野町（に相当する地域）の人口の推移 \| 1970年（昭和45年） \| 16,419人 \| \| \| 1975年（昭和50年） \| 15,841人 \| \| \| 1980年（昭和55年） \| 15,182人 \| \| \| 1985年（昭和60年） \| 14,541人 \| \| \| 1990年（平成2年） \| 13,421人 \| \| \| 1995年（平成7年） \| 12,427人 \| \| \| 2000年（平成12年） \| 11,318人 \| \| \| 2005年（平成17年） \| 9,984人 \| \| \| 2010年（平成22年） \| 8,642人 \| \| \| 2015年（平成27年） \| 7,399人 \| \| \| 2020年（令和2年） \| 6,229人 \| \| |                                        |  |
| 総務省統計局 国勢調査より |                                        |  |
| 1970年（昭和45年） | 16,419人                               |  |
| 1975年（昭和50年） | 15,841人                               |  |
| 1980年（昭和55年） | 15,182人                               |  |
| 1985年（昭和60年） | 14,541人                               |  |
| 1990年（平成2年） | 13,421人                               |  |
| 1995年（平成7年） | 12,427人                               |  |
| 2000年（平成12年） | 11,318人                               |  |
| 2005年（平成17年） | 9,984人                                |  |
| 2010年（平成22年） | 8,642人                                |  |
| 2015年（平成27年） | 7,399人                                |  |
| 2020年（令和2年） | 6,229人                                |  |

奈良県統計

- 2007年10月1日現在 :　9,380人
- 人口増加率（2002年→2007年） : -13.8%

### 隣接自治体
奈良県
- 桜井市
- 宇陀市
- 高市郡
  -  明日香村
- 吉野郡
  -  東吉野村
  -  川上村
  -  黒滝村
  -  下市町
  -  大淀町

## 歴史

### 古代
古事記・日本書紀には神武天皇東遷の通過地として登場する。
- 古代の宮都である飛鳥・藤原京・平城京の真南に位置し、山紫水明の地であることから、応神天皇を始めとする天皇・貴族の遊興の地であり、宮滝には離宮（吉野宮）が置かれていた。特に持統天皇の行幸は多数回にわたっている。

飛鳥時代
- 天武天皇が、天智天皇崩御の直前隠遁し、のちこの地から挙兵した。（壬申の乱）

奈良時代
- 役行者が、この地で修験道を開いた。

平安時代
- 中期に藤原道長が金峰神社に訪れている。
- 末期の治承・寿永の乱（源平合戦）の折には、源義経が兄源頼朝の追及から逃れるため、この地を経由して奥州平泉へ逃走した。

### 中世
鎌倉時代
- 歌人の西行が隠居した。

南北朝時代
- 南朝の拠点で、後醍醐天皇が朝廷を置いた（吉野行宮）。

安土桃山時代
- 豊臣秀吉が「吉野の花見」を行った。

### 近代
明治時代
- 1889年（明治22年）4月1日 - 町村制の施行により、吉野山村・丹治村・飯貝村・橋屋村・左曽村・六田村の区域をもって吉野村が発足。

### 近現代
昭和時代
- 1928年（昭和3年）4月24日 - 吉野村が町制施行して吉野町となる。
- 1956年（昭和31年）5月3日 - 上市町・国樔村・中荘村・龍門村・中龍門村と合併し、改めて吉野町が発足。
- 1968年（昭和43年）9月 - 町章を制定[1]。

### 現代
平成時代
- 2004年（平成16年）7月7日 - 吉野山を含む「紀伊山地の霊場と参詣道」が世界遺産（文化遺産）に登録。
- 2012年（平成24年）10月4日 - 「日本で最も美しい村」連合への加盟を認定。
- 2017年（平成29年）3月11日 - 町制60周年を記念し、町民憲章と町歌「いにしえびとのおくりもの」を制定。

## 政治

### 行政

#### 首長
- 町長：中井章太（なかい あきもと）[2]

### 議会

#### 町議会
吉野町議会
- 議員定数10名[3]

#### 県議会
奈良県議会
- 奈良県議会議員選挙の選挙区は「吉野郡選挙区」（定数：2）となっている[4]。

#### 国会
衆議院
- 衆議院議員選挙の選挙区は「奈良県第3区」

### 市町村合併

#### 町域の変遷
| 明治22年 | 明治23年 | 明治27年 | 昭和3年  | 昭和17年        | 昭和31年        | 現在   |
| -------- | -------- | -------- | -------- | --------------- | --------------- | ------ |
| 奈良県   |          |          |          |                 |                 |        |
| 吉野郡   |          |          |          |                 |                 |        |
| 上市町   | 上市町   | 上市町   | 上市町   | 上市町          | 吉野町          | 吉野町 |
| 吉野村   | 吉野村   | 吉野町   | 吉野町   | 吉野町          | 吉野町          | 吉野町 |
| 国樔村   | 国樔村   | 国樔村   | 国樔村   | 国樔村          | 吉野町          | 吉野町 |
| 国樔村   | 国樔村   | 中荘村   |          |                 | 吉野町          | 吉野町 |
| 龍門村   | 龍門村   | 龍門村   | 龍門村   | 龍門村          | 吉野町          | 吉野町 |
| 龍門村   | 中龍門村 |          |          |                 | 吉野町          | 吉野町 |
| 龍門村   | 上龍門村 | 上龍門村 | 上龍門村 | 宇陀郡 大宇陀町 | 宇陀郡 大宇陀町 | 宇陀市 |

## 施設

### 国・県の施設
国の機関

県の機関
- （環境森林部）奈良県フォレスターアカデミー（吉野町飯貝）
- （県土マネジメント部）吉野土木事務所（吉野町上市）

### 警察
本部
- 奈良県警察 吉野警察署さくら警察庁舎（吉野町橋屋）

駐在所
- 吉野山駐在所（吉野町吉野山）
- 新子駐在所（吉野町新子）
- 三茶屋駐在所（吉野町三茶屋）
- 宮滝駐在所（吉野町宮滝）
- 竜門駐在所（吉野町平尾）

### 消防
- 奈良県広域消防組合吉野消防署（吉野町宮滝）

### 医療
主な病院
- 南和広域医療企業団吉野病院

### 郵便
日本郵便株式会社
- 吉野郵便局（丹治） - 集配局。ゆうちょ銀行ATMのホリデーサービス実施局（2012年12月現在）。(風景印配置局)
- 吉野上市郵便局（上市)（風景印配置局）
- 吉野山郵便局（吉野山）（風景印配置局）
- 吉野宮滝郵便局（宮滝）（風景印配置局）
- 新子（あたらし）郵便局（新子） - 元集配局。（風景印配置局）
- 竜門郵便局（平尾） - 元集配局（風景印配置局）
- 中竜門郵便局（柳） - 元集配局。

※ 吉野町内の郵便番号は「639-31xx」「639-33xx」「639-34xx」（いずれも吉野郵便局の集配担当）となっている。なお、民営化以前は「639-34xx」区域の集配業務は新子郵便局が、「639-33xx」区域の集配業務は中竜門郵便局がそれぞれ担当していたが、両局とも2007年（平成19年）2月19日付で集配業務を吉野郵便局に移管し、現在は窓口業務のみとなっている。

### 図書館
主な図書館
- 吉野まちじゅう図書館

### 運動施設
- 吉野運動公園
- グランデージゴルフ倶楽部

## 対外関係

### 姉妹都市・提携都市
吉野町には2022年現在、姉妹都市・提携都市は存在しない。

#### 国内
その他
- 日本で最も美しい村連合
美しい村づくり、ロゴマークの活用、サポーター会員制度、イベントの開催、広報活動を行っている地方自治体や地域の連合体に参加している。

## 経済

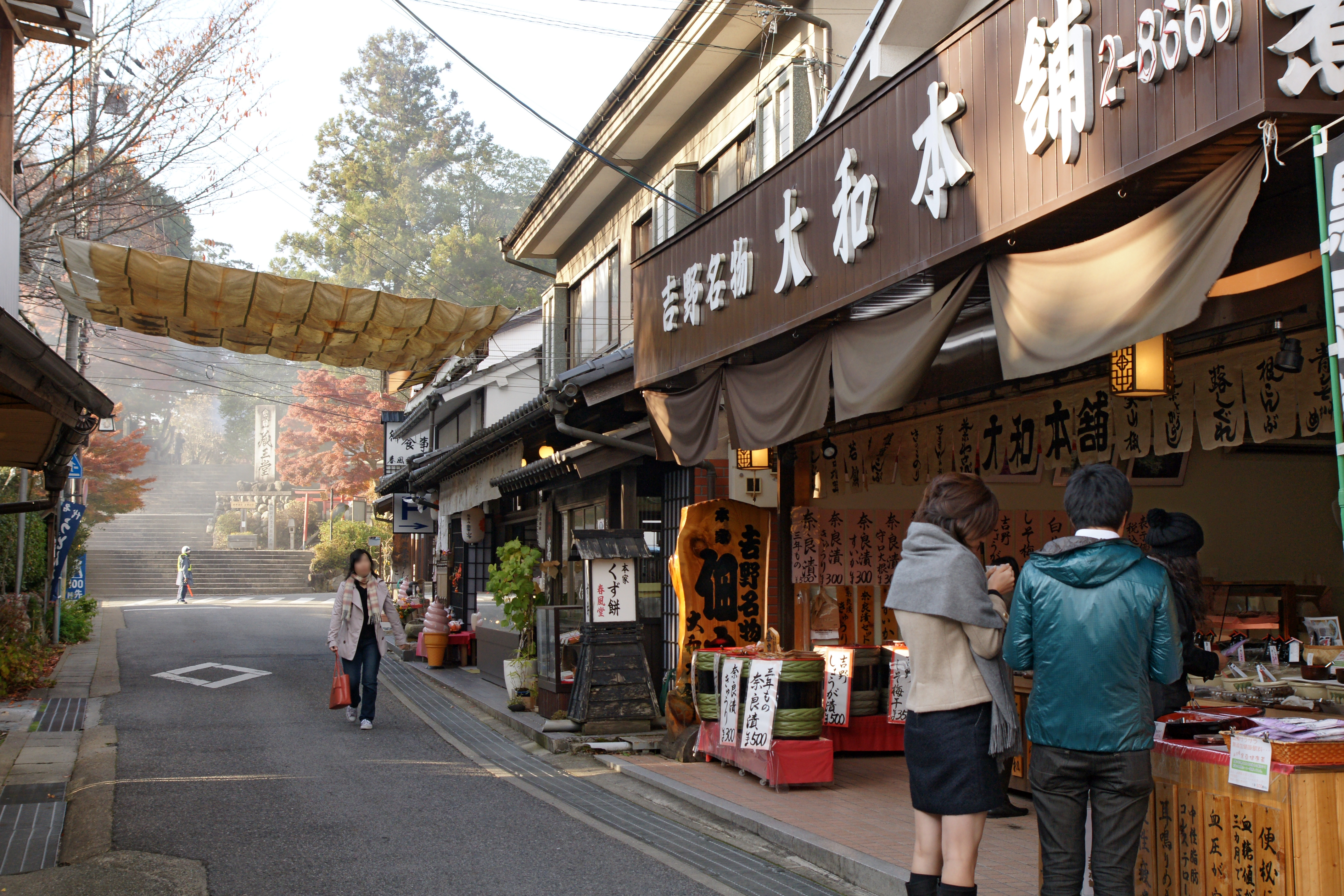
吉野の門前町

### 第一次産業

#### 林業
町内には貯木場があり定期的に市が開かれている。また吉野貯木場周辺には工場が立ち並び製材業が盛んである。製材で生産されるのは主に集成材だが、他に磨き丸太や端材を再利用した割り箸などが生産される。

### 第二次産業

#### 醸造業
吉野杉で作られた酒樽は、香りが良いとして重宝されてきたが、町内にも古くから日本酒が造られてきた。現在、町内で生産されているのは「猩々」（北村酒造）、「八咫烏」（北岡本店）、「花巴」（御芳野商店）の3つ。

### 第三次産業

#### 観光業
桜の時期には吉野山への花見客で大変賑わうが、それも一ヶ月ほどである。夏場は川遊びの客で河川敷は車でいっぱいになり、渋滞する。それ以外の季節は、振るわない。吉野山中心部には旅館や土産物店、食事処などが多く集まっている。

#### 商業
上市の地名にあるように下流の下市と共に吉野川沿いの市場町として栄えてきた。また道路事情が悪かった時代においては、吉野郡奥地への物資供給地としても発展した。かつては大和上市駅のある尾仁山から六軒町、本町、横町、上の町、轟、立野までの1.5キロメートルに渡って商店街が形成されていたが、戦後には道路が整備されマイカーの普及、人口の減少などにより衰退した。

### 金融機関

#### 銀行
- 南都銀行　上市支店（上市）

#### 農協
- 奈良県農業協同組合（JAならけん）　吉野郷支店（丹治）、竜門支店（平尾）、中荘支店（宮滝）

## 教育

### 高等学校
県立
- 奈良県立奈良南高等学校吉野学舎

#### 中学校
町立
- 吉野町立小中一貫教育校吉野さくら学園吉野中学校

#### 小学校
町立
- 吉野町立小中一貫教育校吉野さくら学園吉野小学校

## 交通

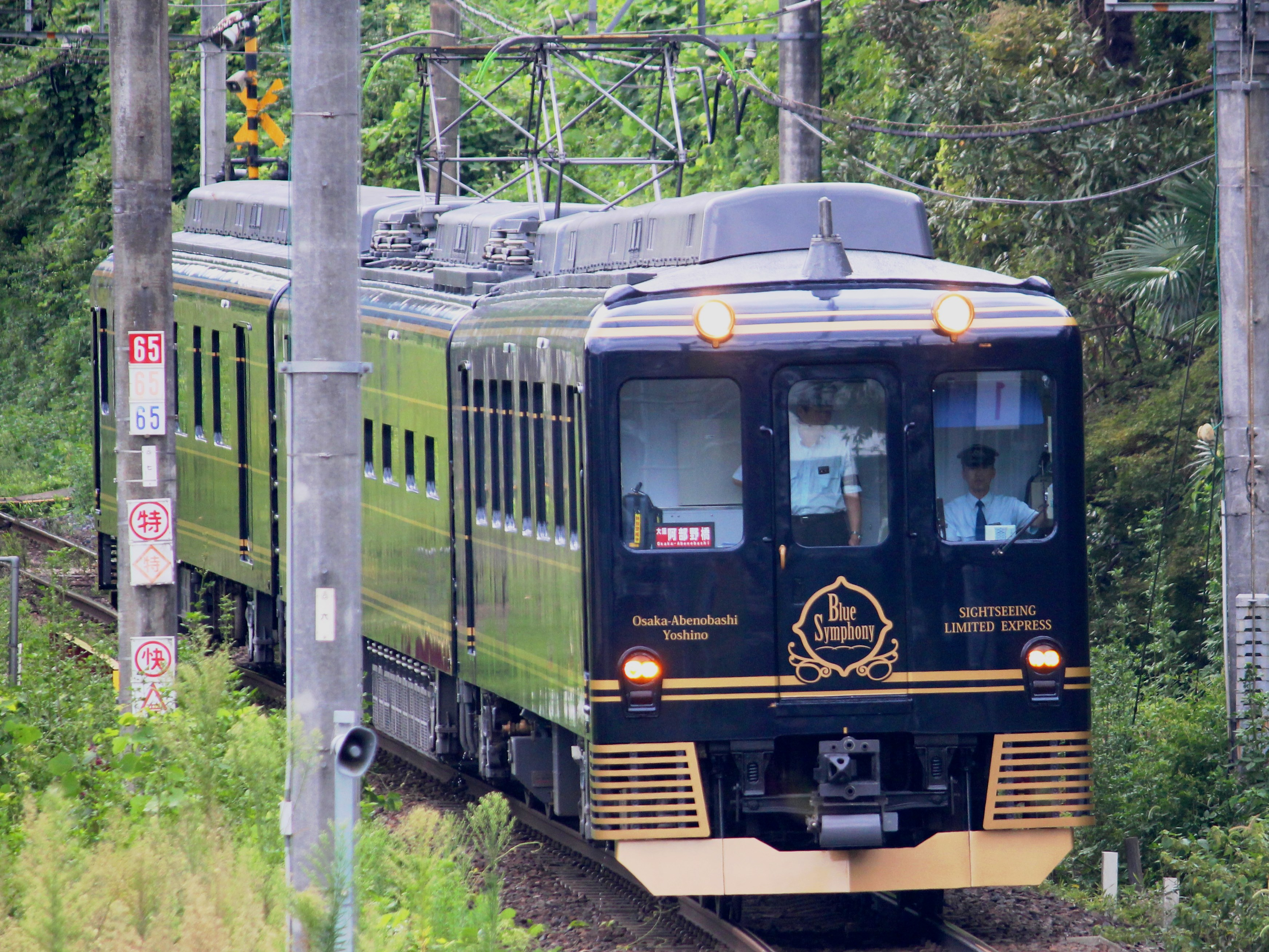
青の交響曲（シンフォニー）

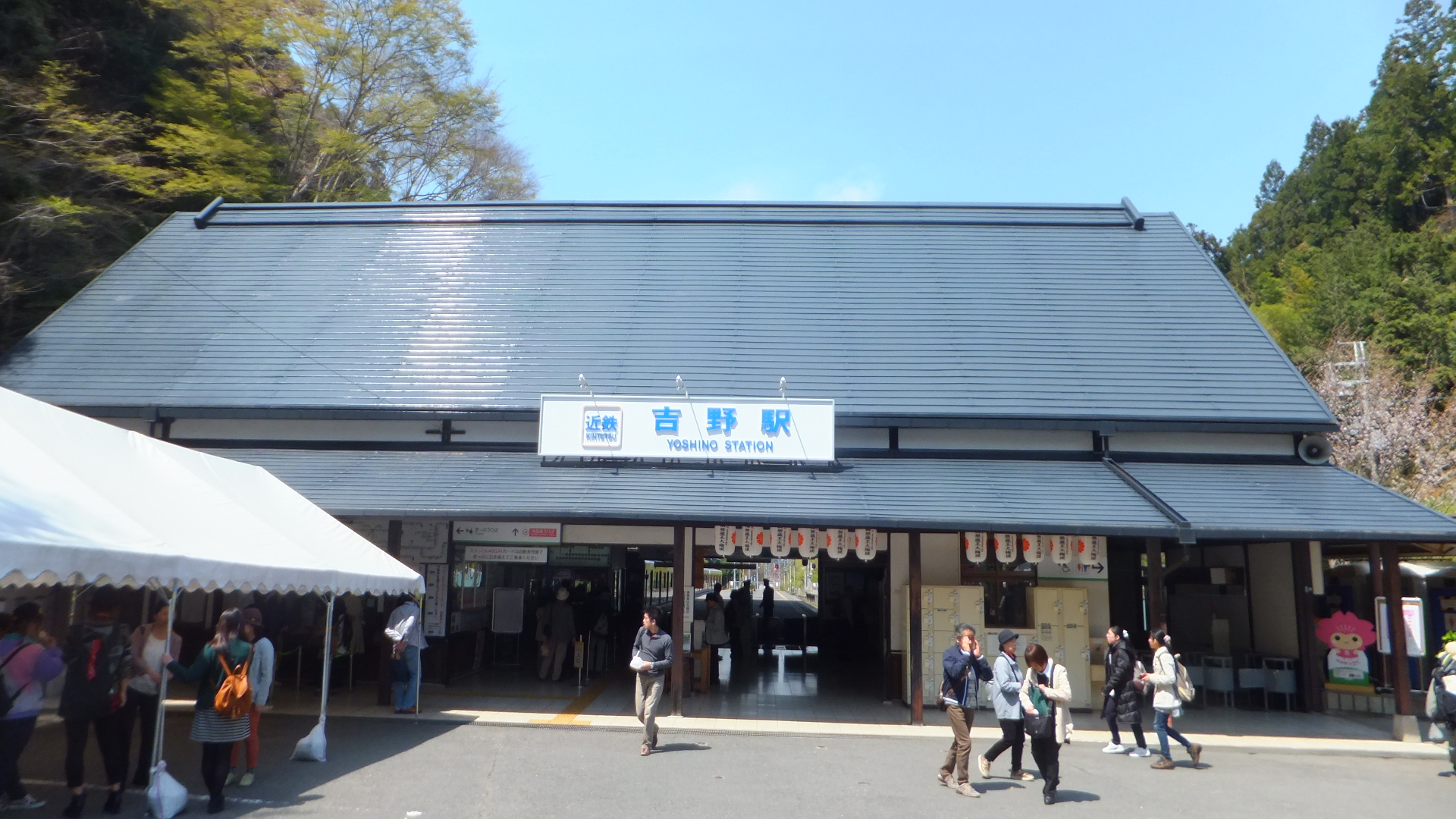
吉野駅

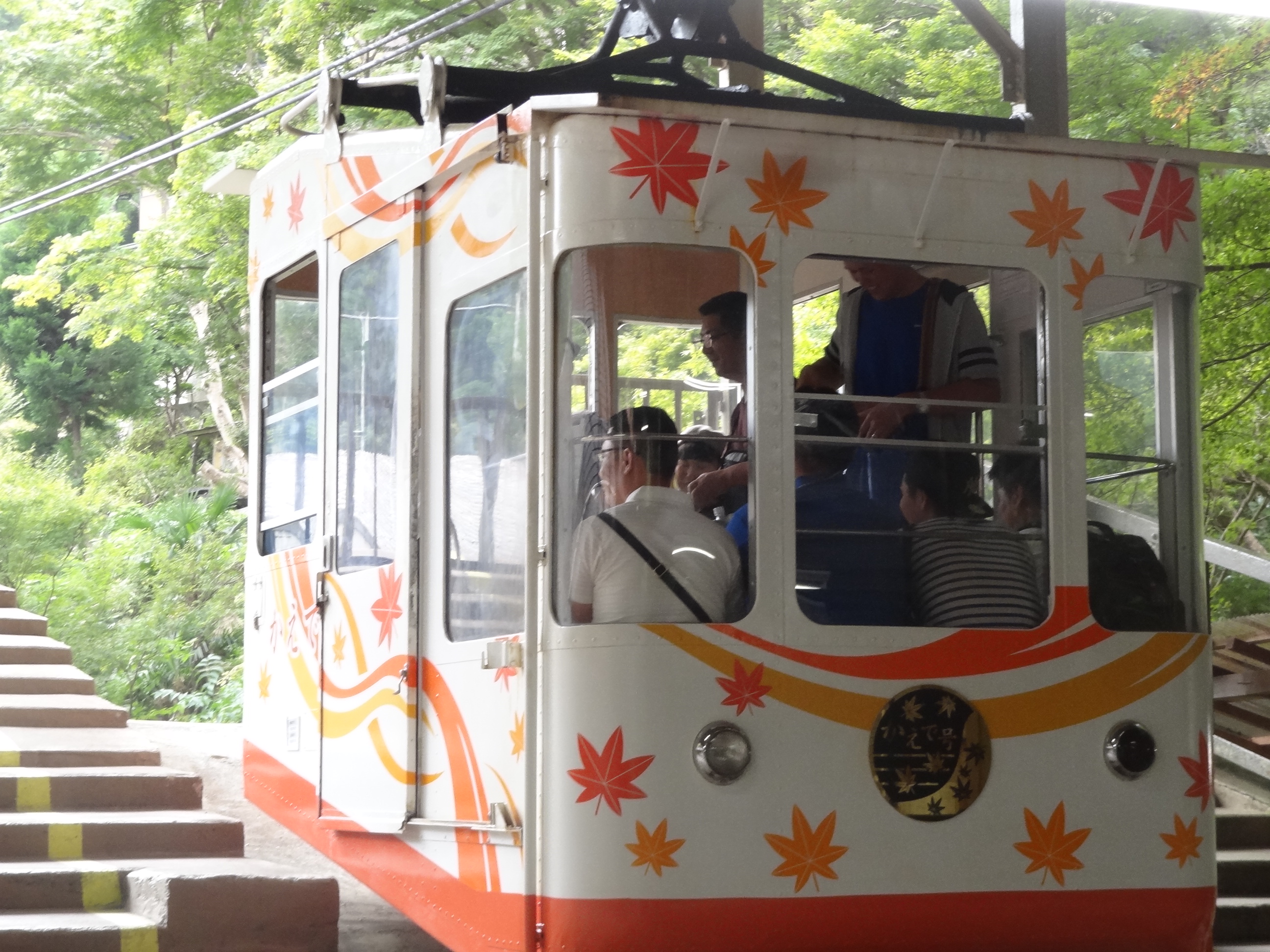
吉野ロープウェイ

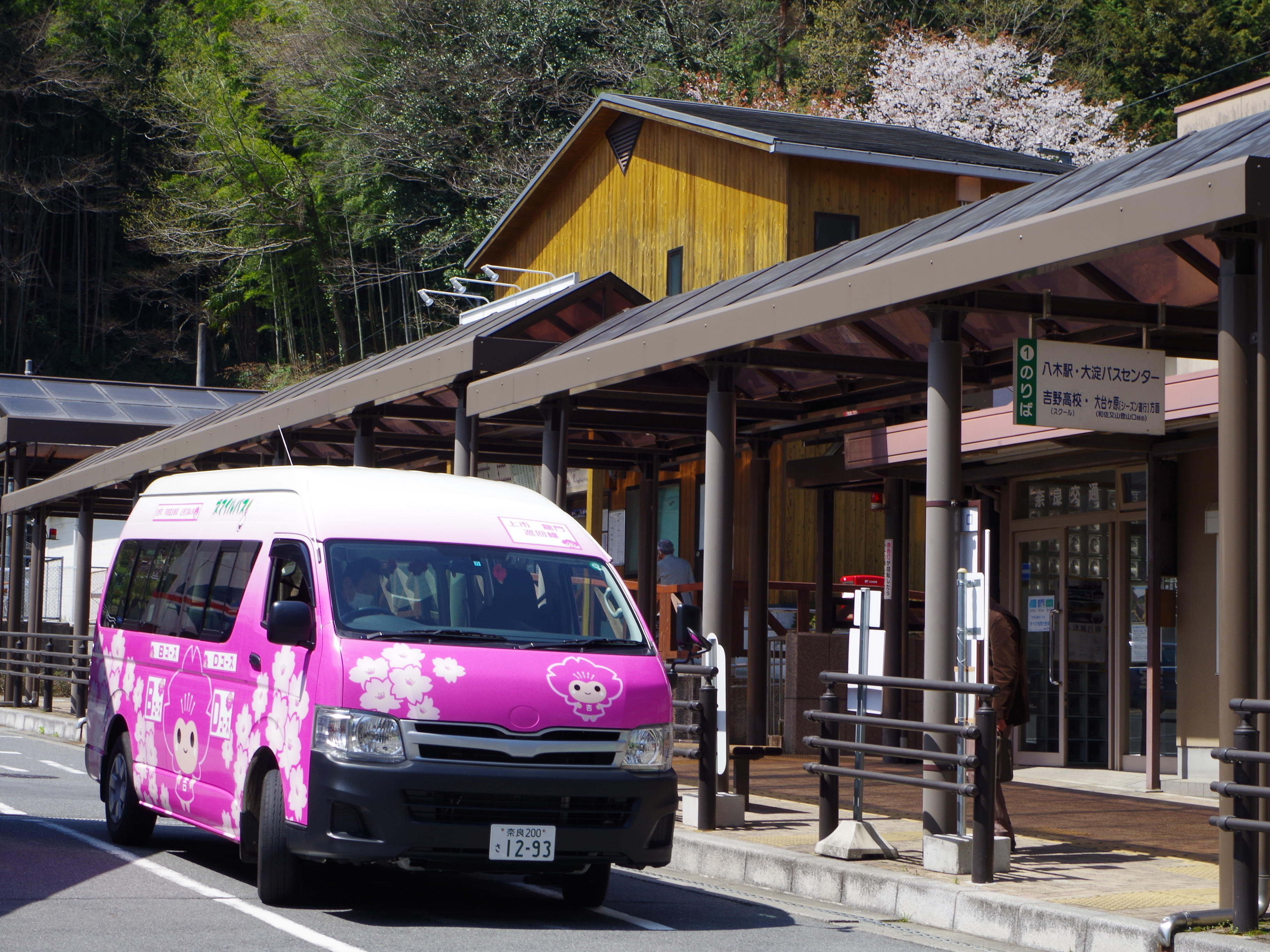
スマイルバス

### 鉄道
中心となる駅：吉野駅

#### 鉄道路線
近畿日本鉄道（近鉄）
- 吉野線：- 大和上市駅 - 吉野神宮駅 - 吉野駅

### 索道

#### ロープウェイ
吉野大峯ケーブル自動車
- 吉野ロープウェイ：千本口 - 吉野山

2017年4月28日より車両故障のため運休していたが2019年3月23日再開。

### バス

#### 路線バス
奈良交通
- 大和八木・大淀バスセンター - 湯盛温泉杉の湯
  - 旧169号線を通る国栖経由と、五社トンネルを通る樫尾経由がある。

スマイルバス（吉野町コミュニティバス）
- 吉野病院（吉野神宮駅近く）を起点に町全域に至るバスが運行されている。

吉野大峯ケーブル自動車
- ケーブル吉野山 - 奥千本口（春の吉野山交通規制中は竹林院前 - 奥千本口となる）。

### 道路

#### 国道
- 国道169号（奈良市から和歌山県新宮市）
- 国道370号（和歌山県海南市から奈良市）

#### 県道
主要地方道
- 奈良県道15号桜井明日香吉野線
- 奈良県道28号吉野室生寺針線
- 奈良県道37号桜井吉野線
- 奈良県道39号五條吉野線

一般県道
- 奈良県道167号吉野神宮停車場線
- 奈良県道262号国栖大滝線
- 奈良県道257号才谷吉野山線
- 奈良県道255号寺前千股線

#### その他
- 吉野大峯ドライブウェイ - 吉野山中千本・竹林院前から奥千本・金峯神社前まで至る
- 吉野大峰林道 - 奥千本・金峯神社前から洞川高原林道に至る

## 観光

### 世界遺産
- 紀伊山地の霊場と参詣道
  - 吉野山
  - 吉野水分神社
  - 金峯神社
  - 金峯山寺（本堂と仁王門は国宝）
  - 吉水神社
  - 大峯奥駈道

### 名所・旧跡
- 吉野行宮
- 宮滝（古代よりの離宮の地）

主な神社
- 大名持神社
- 勝手神社

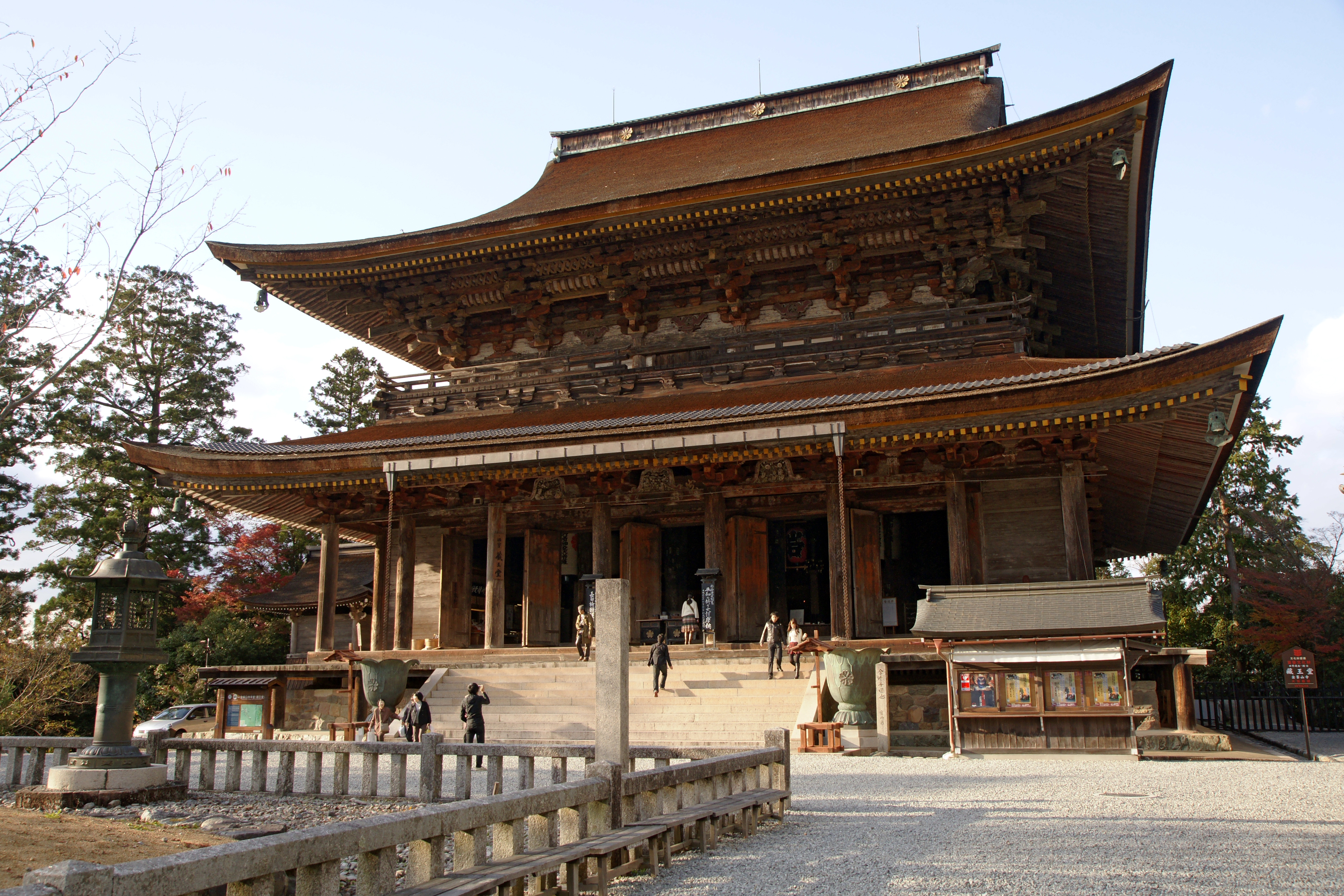
金峯神社
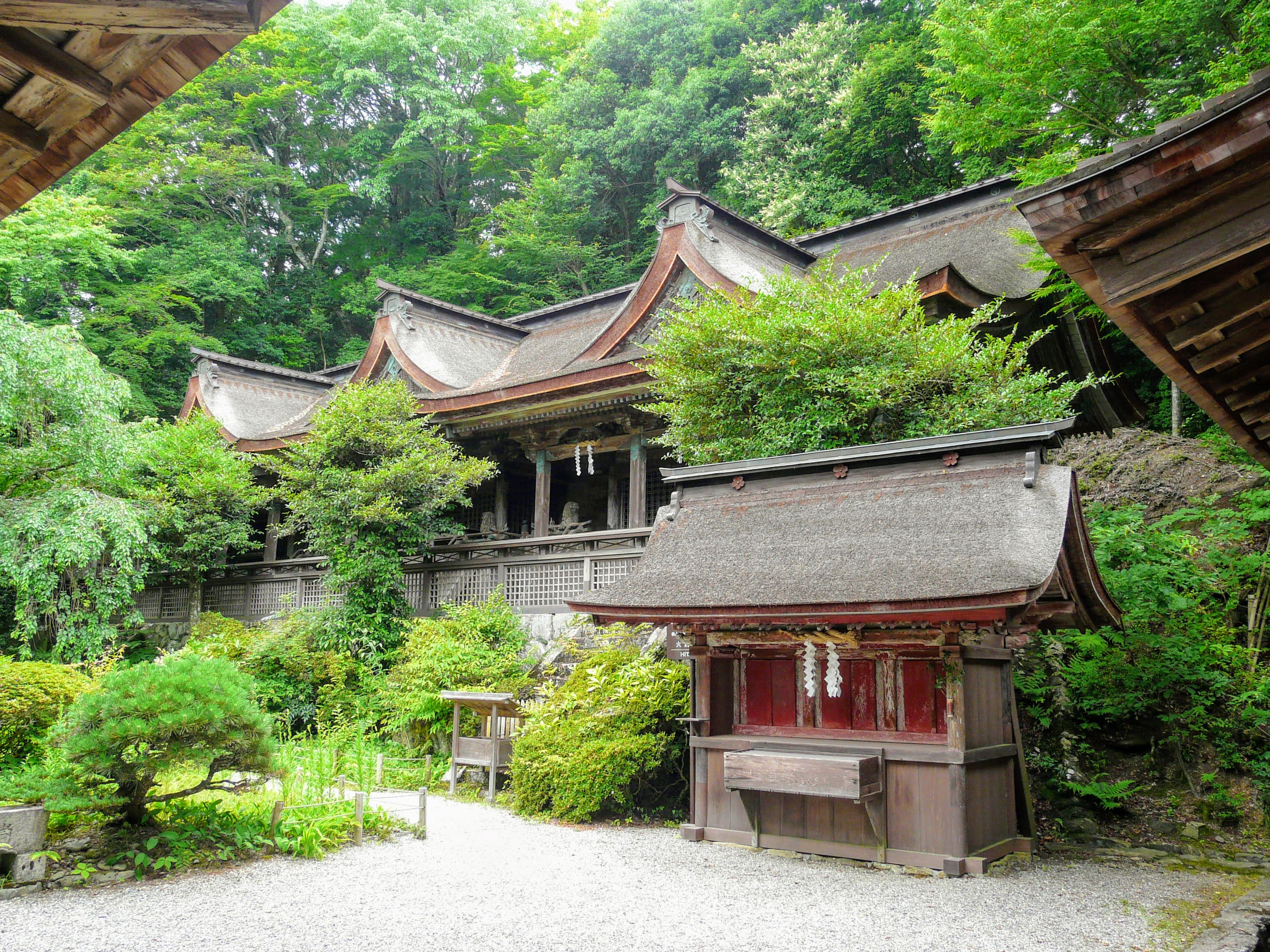
吉野神宮
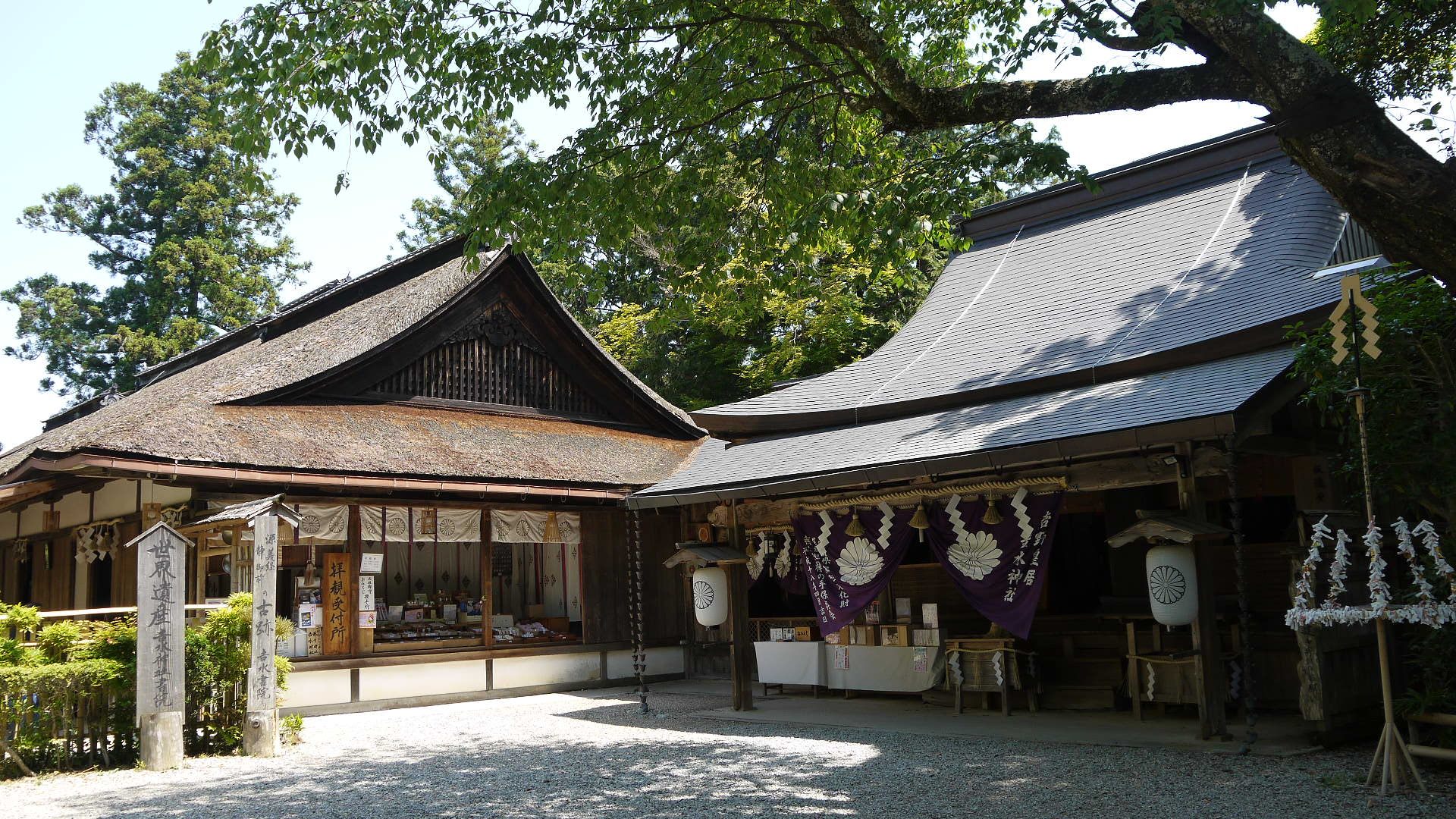
吉野水分神社
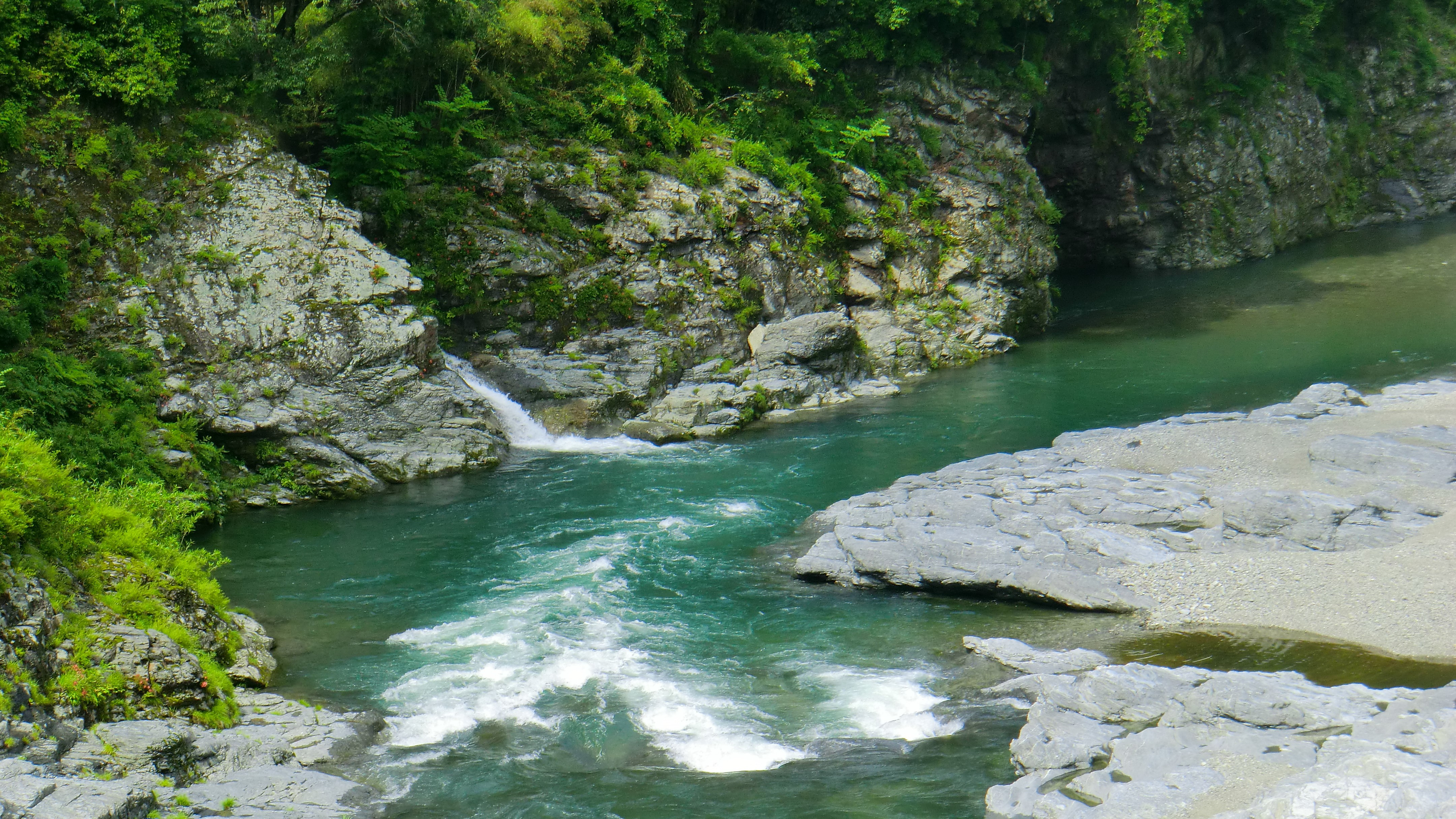
吉水神社

主な寺院
- 喜蔵院
- 金峯山寺
  - 銅の鳥居
- 桜本坊
- 菅生寺
- 大師山寺
- 竹林院
- 東南院
- 如意輪寺
  - 境内の山腹に後醍醐天皇陵がある。
- 本善寺

- 金峯山寺
- 吉野水分神社
- 吉水神社
- 宮滝

## 文化・名物

### 祭事・催事
- 2月3日 - 金峯山寺鬼火の祭典
- 旧正月14日 - 浄見原神社国栖奏
- 4月3日 - 吉野水分神社お田植祭
- 4月11・12日 - 金峯山寺花供会式
- 4月29日 - 吉野神宮春の大祭
- 5月26日 - 吉野川鮎漁解禁
- 7月7日 - 金峯山寺蛙飛び行事
- 9月27日 - 吉野神宮秋の大祭
- 10月第3日曜日 - 吉野山秋祭り

### 伝説
- 窪垣内では犬を飼うことを禁忌としている[7][8][9][10]。

## 出身著名人
- 北村謹次郎（実業家、茶人）
- 北村又左衛門（資産家[11]、奈良県多額納税者、農林業）
- 北村又左衛門（北村林業会長、衆議院議員）
- 北岡伸一（政治学者・歴史学者）
- 北岡寿逸（官僚・経済学者）
- ゆりやんレトリィバァ（お笑い芸人）
- 山田英二（レーシングドライバー）